# Громадянська війна в Самоа (1886—1894)
Громадянська війна в Самоа (1886—1894), також Перша громадянська війна в Самоа (англ. First Samoan Civil War) — збройний конфлікт між угрупованнями жителів архіпелагу Самоа в південній частині Тихого океану. У бурхливі десятиліття кінця 19 століття відбулося кілька конфліктів між ворогуючими фракціями островів. Політична боротьба тривала приблизно між 1886 і 1894 роками, головним чином між самоанцями, які змагалися, чи буде Малієтоа Лаупепа, Мата'афа Йозефо або член династії Тупуа Тамасесе королем Самоа. Хоча в основному це була політична боротьба, між фракціями також відбувалися збройні сутички. Кілька разів втручалися військові Німецької імперії. Почалося морське протистояння між Німецькою, Британською імперіями та США.
Малієтоа Лаупепа став королем у 1881 році. Однак відносини між ним і Німецькою імперією зазнали краху в 1885—1886 роках, і німці організували його вигнання з Самоанських островів у 1887 році. За відсутності Лаупепи німці підтримали претензії Тамасесе на лідерство, тоді як Мата'афа Йозефо сформував конкуруючий уряд, слабко підтриманий Сполученими Штатами. Після того, як у 1889 році циклон Апіа знищив шість німецьких і американських кораблів, що стояли на Самоа, три західні країни вирішили, що протистояння має бути припинено, і що Лаупепа буде відновлений на королівській посаді. У 1893—1894 рр. боротьба відновилася. Лаупепа зберіг свою позицію проти суперників Мата'афи та нового спадкоємця Тамасесі. Мата'афа був вигнаний, а повстання Тамасесе було придушено, відновивши мир, хоч і тимчасово.

## Історія конфлікту

### Перша фаза війни: 1887—1889
19 серпня 1887 року чотири німецькі кораблі прибули до гавані Апіа, в контексті розширення нової Німецької імперії. 23 серпня Німеччина висунула ультиматум майже безсилому Лаупепі, звинувативши його у відповідальності за тривіальні інциденти, такі як триваючі час від часу крадіжки їжі з плантацій (щось майже неможливо запобігти, але це не викликало серйозних проблем) і нібито образа німецького кайзера у барі самоанцем. Лаупепа спробував спростувати звинувачення, але незабаром утік разом зі своїми радниками; 700 німецьких солдатів висадилися і захопили урядові будівлі. Тупуа Тамасесе Тітімеа був оголошений німцями королем, які погрожували накликати на країну «велике горе», якщо Лаупепа не здасться. Всупереч волі своїх послідовників він зробив це, сподіваючись запобігти війні. Лаупепа був змушений виїхати до Німеччини. Тамасесе прийняв титул Малієтоа і став маріонетковим королем у Муліну'у, а Брандейс був призначений прем'єр-міністром.
Ситуація загострилася у 1888 році. Заворушення в Апіа в серпні було придушене військами Тамасесе і Брандейса. Острів Маноно був обстріляний німецьким канонерським човном «Адлер», що викликало гнів як самоанців, так і американців, які мали там своє майно. Німецькі укріплення були розширені від Апіа до Матауту. 9 вересня Мата'афа Йозефо коронував себе королем, єдиним джерелом влади, яке залишилося не під контролем німців. Його сили рушили на Тамасесе і відкинули їх назад, заблокувавши їх на півострові Муліну'у на позиції поблизу Лаулі. Кайзерівські представники надіслали Матаафі листа з погрозами, який він негайно переслав американцям і англійцям. Це спровокувало самоанську кризу, морське протистояння між німецькими, американськими та британськими кораблями. Після багатьох років бездіяльності американці тепер, здавалося, готові були підтримати самоанців безпосередньо, і повідомили німцям, що якщо ті допомагатимуть Тамасесі, бомбардуючи війська Матаафи, вони, у свою чергу відкриють вогонь по німецьких кораблях. Німці відступили.
Бажаючи вийти з глухого кута, 18 грудня німці приступили до реалізації плану висадки на плантації на Вайлеле. Вони сподівалися на підтримку з боку військ Тамасесе, але її не було. Війська все одно спробували висадитися, і воїни Матаафи, озброєні британськими гарматами, перемогли німців, які значно переважали чисельністю. Можливо, вони могли б їх повністю знищити, але, можливо, побоюючись наслідків, якщо вони завдадуть занадто великої образи Німеччині, відступили та дозволили німцям також відступити назад до свого корабля. 16 людей загинули, 40 отримали поранення. У 1889 році німецькі статки продовжували занепадати; командир Брандейс залишив острів, Тамасесе втратив підтримку; і німці нерозумно заарештували англійського громадянина після оголошення воєнного стану. Канцлер Бісмарк, дізнавшись про загострення протистояння, відповів рішучим наказом не провокувати міжнародний інцидент із торговим партнером Німеччини. Американці, почувши про заворушення та бажаючи підтримати власні комерційні інтереси, відправили нові кораблі в гавань Апіа.

### Друга фаза війни: 1893—1894
26 квітня 1893 року Матаафа проголосив себе королем Самоа зі своєї фортеці Майле. 8 липня урядові війська чисельністю близько 1000 воїнів напали на меншу групу прихильників Матаафи у Вайлеле та завдали їм нищівної поразки. Розгром був настільки жорстоким, що Матаафа, вожді, які його підтримували, і невеликий залишок його сил втекли з Мейле на острів Маноно. Він розглядав можливість переходу до Саваї, але його попередили, що вони нападуть, якщо він це зробить, тому він залишився на Маноно. Побоюючись кровопролиття, якщо війська Лаупепи атакуватимуть острови, англійці та німці втрутилися. Британський корабель і німецький корабель попрямували до Маноно і прийняли почесну капітуляцію від Матаафи без бою. Матаафа та кілька його прихильників були вигнані, зрештою прибувши на атол Джалуїт, який тоді контролювався Німецькою імперією.
Новий претендент на Лаупепу виник у березні 1894 року, коли Тамасесе Леалофі повстав у Аані, традиційному центрі влади Тамасесе. Уряд Лаупепи легко переміг Тамасесе, і було укладено мирну угоду. Проте, здавалося, заворушення тривали, і британські та німецькі військові кораблі бомбардували деякі села, які, як стверджували, повстали в серпні.